# 銀牙〜THE LAST WARS〜
『銀牙〜THE LAST WARS〜』（ぎんが ザ ラストウォーズ）は、高橋よしひろによる日本の漫画作品。『銀牙伝説WEEDオリオン』の続編として、『週刊漫画ゴラク』（日本文芸社）にて、2015年5月29日発売の6月12日号から2018年12月21日号まで連載された。奥羽軍と呼ばれる群れにいる犬たちを主軸とした漫画である。
2018年の年初のインタビューで、高橋は「銀牙」シリーズの単行本（当時通算133巻）の200巻超えを目指すと意欲を表明した。
続編に 『銀牙伝説ノア』がある。

## あらすじ
楽園・二子峠で平穏な生活を送っていた奥羽軍だが、ある日、何の前触れもなく巨大な熊の集団が来襲し総大将であるウィードや幹部犬達がなす術もなく次々にその爪牙に倒れていく。窮地に追い込まれた奥羽軍の前に熊の言葉を解し熊の手下を名乗る謎の犬が現れ、敵の正体と来襲の理由が判明していく。降伏の条件を呑まず抵抗した奥羽軍だったが、反撃実らず遂には楽園である二子峠が陥落してしまう。
遠方で修行中だったオリオン達をはじめとして楽園陥落の報せにより各地の戦士達が集結する。しかし楽園奪還の志は同じなれど、熊との共生を信じ頑なに戦いを拒むシリウスと、徹底抗戦を目指すオリオン達による内輪もめで軍団の統制がままならぬ状態で、人間の介入も含め熊たちから楽園奪還のため戦い続ける。

## 主な登場キャラクター

### 奥羽軍
オリオン/ 秋田犬と紀州犬の雑種
ウィードの次男で、本作の主人公とされる。容貌は赤褐色の毛並みで曽祖父のリキに瓜二つだが、性格は荒々しく頑固であり短気。危機感に人一倍敏感であるために周囲に心ないことを言ってしまうときがある。
名前の由来はその気性の荒さから来ており、ギリシャ神話に登場する狩人オリオン（英語ではオライオン）にちなんで大輔に命名された。
熊に対しても話し合いや友愛の精神が通じると考えるシリウスの平和路線を苦々しく思っており、口に出して兄を批判する場合が多い。
赤目の提案である伊賀牙忍の秘奥義「草剣」習得のために日々鍛えた結果、遂にその技を完成させた。伊賀や甲賀の忍犬と同じように木から木へ自在に飛び回れるようになっている。赤目から託された鎌(秘奥義)と鍛え上げた身体能力が最大の武器で、モンスーン戦で威力を発揮する。
シリウス / 秋田犬と紀州犬の雑種
ウィードの長男で、本作のもう1人の主人公とされる。おおいぬ座の1等星の「シリウス」に因んでいる。毛並は銀色の虎毛。
オリオン達とは違い、戦争回避の唯一の手段として共生を目指しており、モンスーンと対話しようと努め、殲滅を志すオリオンと度々兄弟喧嘩になる。戦争を絶対悪と考え、いかなる理由があっても戦争は誤りであり無益であることを主張し続けており、根っからの平和主義者であることが書かれている。
人間達の介入により白神山地に逃走したモンスーンを追い、シオンと白神山地にてモンスーンに交渉し続けている。その後はモンスーンと親睦を深め、共生できると確信し、再び仲間達の説得をしようと楽園に戻った。しかし孤立するばかりか遂には父のウィードから追放(後に謹慎)の宣告を受けてしまう。その後、モンスーンが自身を追って姿を現したことにより方針を変え、モンスーンを守り導くことを決意し、奥羽軍より一足先にモンスーンのいる白神山地へと戻った。しかし戦争回避は叶わず、それどころか手元が狂ったモンスーンの攻撃をまともに食らってしまい重傷を負った。それでも彼自身はモンスーンには良心があり話が通じる相手だと信じており、モンスーンを奥羽軍から庇う言動に対し、モンスーンはシリウスへの信用を確かなものとさせている。
モンスーンに連れられるも、最後まで回復は叶わず死亡した。
ウィード / 秋田犬と紀州犬の雑種
奥羽軍の三代目総大将。物語の序盤で手下熊に攻撃を受け、病院に収監。銀や赤目たちと共に退院し復帰。入院中にいくらか目つきが鋭くなった。総大将ではあるが銀よりも存在感がない。
銀 (ぎん) / 秋田犬
ウィードの父でオリオン達の祖父。額の三本の傷がトレードマークとなっている。奥羽軍二代目総大将。序盤では白内障を患っていた。
序盤でモンスーンの一撃を受け、銀を庇ったヒロと寿沢に転落、死亡したかと思われたが息を吹き返し病院に収監。秀俊による目の治療を受け視力は回復している。
過去にジョンから襲われている子熊を逃がしたが、本人は全く覚えていない。一時はシリウスの生還に喜ぶも、主張を違えるシリウスの挨拶を無視するようになった。チビが赤カブトの血筋であることをオリオンに伝えられるが、志が同じなら仲間であり差別はするなとオリオンをたしなめた。
モンスーン討伐隊に参加。オリオンとシリウスが危機に瀕した際には抜刀牙を使用し、頭部に命中させた。
リゲル / 秋田犬と紀州犬の雑種
ウィードの三男。オリオン座の1等星である「リゲル」から取られた名前。黒い毛並の持ち主。
幼少期には一時黒脛巾組の元・大将だった輝宗の下で育てられ、黒脛巾組の奥義である「忍牙刀(にんがとう)」を取得しており、今作では手下熊との戦いでも使用した。オリオンが習得を目指す秘奥義が忍牙刀に似ているためか、修行でオリオンと一騎打ちをした際はオリオンと互角の実力を見せた。しかしそれ以降の活躍はないままモンスーン討伐隊に参加している。 対立する兄弟の調整役に回るケースが多かったが、現在はない。  ロケットと共にチビを楽園に連れてきて可愛がっていたが、シリウスが二子峠に帰還した後からはチビとの一緒の姿はみられない。
ベラ / ベラトリクス / 秋田犬と紀州犬の雑種
ウィードの長女で、四兄妹の末子。同じくオリオン座の一星（ベラトリクス）から取られた名前。オリオン達と同じで赤目山で修行をしていた。危機が去るまで赤目山に残れと言われたが、モンスーンが二子峠から去った後も登場していない。
小雪（こゆき）/ 紀州犬
ウィードの妻。オリオン、シリウス、リゲル、ベラトリクスの母。ベラと同じで赤目山に居残りを命じられる。 それ以降はベラと共に登場していない。弟の小鉄は二子峠にいたようだが、序盤以降登場しておらず戦死したと思われる。
シオン / 和犬と洋犬の雑種
銀の兄弟の孫を自称(母からの伝聞)し、熊の言葉が話せる。「長野と新潟に仲良しの熊がいる」と話しているが、熊語を話せるようになった経緯は嫌な過去だと喋らなかった。「悪い熊（モンスーンのこと）の子分になっているボブの通訳は信用できない」と主張する。
度々シリウスの言動に疑問を持つも、シリウスとモンスーンの対話において通訳を買ってでる。楽園に帰還した後はチビやシリウスと行動していることが多く、オリオン達からはシリウスの子分ではないかと疑問を持たれている。ただし、シリウスと同様にモンスーンを知る重要な存在にも関わらず、シリウスの擁護に回ることもなければモンスーン討伐を志すオリオンたちから名前があがることがなかった。しかしながら後には白神山地への案内として隊の先頭に立った。
シリウスに重傷を負わせたモンスーンに対し見限ったことを伝える。
赤目（あかめ）/ 紀州犬
元伊賀忍犬の頭で、銀の側近。リキが飼い犬だった時に既に老犬だったので相当な高齢と思われる。トラックのナンバープレートや高速標識が読め、人間の車に乗って日本縦断したり、人工呼吸ができるなど、その能力は老いてなお衰えを見せない。新・旧世代の参謀であり、銀やウィードがいない場合はサブリーダーとして指揮を執るときもあるが、時折ただの戦闘員を称することがある。
一時は片目を喪失したかと思われたが、血糊で塞がっていただけであり回復した。対モンスーン用の技として伊賀牙忍の秘奥義である「草剣」をオリオンに伝授した。現在は退院し楽園に帰還。一人称や口調がよく変わる。
白申（しろざる）
赤目の孫。出しゃばりが多く口の悪い奥羽軍にあって、一人称は「私」で丁寧かつ古風な口調で話す。伊賀忍犬ではないが天性の身体能力を雲斎に買われ、3匹とも偵察班に選ばれるなど活躍している。前作では控えめな性格だが、集団の主力として指揮能力は高いとされていた。その後は発言回数が少なく出番が控えめである。
無有（むう)・ 羅々 (らら)
同じく赤目の孫。白申の弟で毛並みは無有は黒、羅々は茶色。飼い犬の経験あり。白申と同じで前作は一人称がそれぞれ異なっていたが、今作ではなくなっている。
クロス / サルーキー
奥羽軍の女傑で楽園創設時のメンバー。剣・譲二・ミニーの母でベンの妻。銀が幼犬だったころ既に子持ちだったので、長老に次ぐかなりの高齢と思われる。銀の生家である大輔の家を知っており、マルやサニーを連れて家屋の下に逃げ込んだ。後にモンスーンが去った楽園で黒虎とのやりとりが多く行われている。
シリウスの主張に少しは理解もしている様子だが、モンスーンを許す気は一切なく、モンスーン討伐隊に参戦した。
剣（けん） / サルーキーとグレートデンの雑種
クロスとベンの息子で長男。赤カブト戦のころに生まれているため高齢である。容姿は父であるベンに酷似していることからモンスーンは剣を幹部犬ベンだと勘違いしたこともある。仲間が貯蔵庫に入れられているなかでロケット、狂四郎の3匹と逃走し寿沢に隠れていたが、骨折していたことから戦線復帰は敵わなかった。川が豪雨により氾濫してしまい、骨折により逃げられず流されてしまう。赤目の心肺蘇生術により息を吹き返すが、直後にマルとサニーが合流したことで一時は忘れられていた。戦争が小康状態になってから思い出され楽園へと戻った。
譲二 (じょうじ) / サルーキーとグレートデンの雑種
剣の弟で次男。母であるクロスに容姿が似ている。
喧嘩っ早いようで、序盤で怯んでいた手下熊に突撃するも返り討ちに遭い逆に重傷を負い、ウィードと共に戦線離脱した。現在は回復し無事に退院した。
黒虎（くろとら）/ 甲斐犬
甲斐の3兄弟の最後の生き残りで奥羽軍創設時のメンバー。モンスーンにより瀕死の重傷を負うも難なく復活した。短気っぷりは健在である。
現在はクロスと口喧嘩をよくしている。シリウスやオリオンをたしなめることもあるが、その都度怒りを爆発させているために抑え役としては不向きである様子。
影虎（かげとら）/ 甲斐犬
黒虎の息子。弟に信虎、晴虎がいる。3匹とも重傷を負い貯蔵庫に入れられていたが脱出し、生還した。
満身創痍ながらもモンスーンに飛び込み撃退した。
武蔵（むさし）/ムサシ / 土佐闘犬
元・横綱の土佐闘犬。かかと落しをされ潰れたジェロムを助けようとモンスーンに突撃したが、振り向き様に爪が身体に貫通し死亡した。
ジャガー / マスチフ
モスの息子。奥羽軍一の怪力と称されているが、俊敏さはないことが欠点であり、モンスーンの剛腕に潰されて戦死した。武蔵も同様だが、彼のように力押しタイプの犬は更に大きな力を持つモンスーン相手では無力だった事が死亡の際に解説された。
哲心（てっしん）/ 甲賀忍犬
甲賀忍犬・黒邪鬼の血を引く戦士。過去の作品では銀の統率力、赤目のスピード、ジョンの牙を持つ男と言われていた。前作では使用できた犬笛や抜刀牙はできなくなっている。二子峠での決戦にて鎌を巡って暴走した1匹。
奥羽軍屈指の実力者であり、奥羽軍幹部。過去の作品で敵のNo.2レベルの犬（玄婆や正重）を倒す奥羽軍トップクラスの強者ではあるが、長老の死で情緒不安定になり、歩くことすらままならない重傷の身であるにも関わらず、赤目の制止を無視し危険を顧みない行動を頻発させてしまった。
二子峠での戦いの後に、長老が死んだショックのあまりか、銀が戻ってきた安堵のためか、一時意識を失うが、リゲルが連れてきた大輔により入院、難なく蘇生したようであり、その後は銀達と共に退院している。
白神山地での決戦では、疲労困憊で歩行困難だった銀を背負う役目を担った。
長老（ちょうろう）
甲賀忍犬の長老であり全身にケロイド状の火傷痕があるのが特徴。過去の作品では、1歳未満だった狂四郎の手下達に忍犬になるための訓練を施していた。
今作ではモンスーン奇襲時も月影・敏光と共に楽園に滞在していた。一度は女子供を脱出させるために月影や敏光と途中まで行動していたが、二子峠に置き去りにした仲間達を見捨てきれずに戦地に戻り、モンスーンに突撃したが敵わず敗北する。その時の傷がもとなのか老衰なのかは不明だが後に突如弱まり死亡した。享年31歳。
黒邪鬼とは主従の関係を超えた盟友であったことが明かされた。
月影（つきかげ）
甲賀忍犬で哲心の部下。奥羽軍が伊賀忍犬に加勢し甲賀を破ったころは両者とも幼犬であり助かったと回想で明らかになっている。哲心や長老と共に重傷を負い戦線を離れていたが、長老の死により奮起した哲心の後を追う。その後に制止を振り切りモンスーンへと特攻した哲心を庇い死亡してしまった。
敏光(としみつ)
甲賀忍犬で哲心の部下。月影と同じく重傷を負い戦線を離れていたが、同じ理由で哲心の後を追う。月影とは異なり生存、治療を終えた後は楽園へと戻った。
オリオンが暴走しないようにと赤目の命で鎌を隠していた。度々なされている「利光」表記は誤植である。
謙信（けんしん）
かつて北陸に勢力を持っていた集団・軒猿の頭。部下の広光と目白と共に雲斎により二子峠の偵察班に指名され、最初は雲斎の命令通りに活動していたが、ボス熊であるモンスーンの弱点や戦いぶりを雲斎達に見せようと唐突に命令違反を犯し、最後は部下と共にモンスーンに殺された。享年12歳。
玄内（げんない）
かつて天下軍の重鎮だった巨犬。見た目の大きさによらず俊敏であり毛が分厚く、硬い。モンスーンや手下熊を圧倒し時にはねじ伏せるほどの力をもつ。鎌を巡って暴走した1匹。
モンスーンが奥羽を去ってからは、シリウスの忠告も聞かずモンスーン討伐に躍起になり剛のみを連れ白神山地に赴き、赤カマ達と合流した。白神山地支配の野望を仄めかすが真意は不明。また、シリウスとは違う観点から突然共生を支持しシリウスを援助したが、後にシリウスに勘違いから投げ飛ばされ、再びモンスーン討伐を志し楽園に戻った。オリオンの奥義完成を目の当たりにするまでは共生派のシリウスにつくか迷っていたらしい。シリウスを改心させるために赤カマに説得を申し入れるも、その場ではうやむやになっている。
白神山地での決戦に参戦している。
ジェロム / ジャーマン・シェパード
ウィード世代の総大将の側近となった戦士。元殺し屋。最愛の妻であるリディアの死に我を見失い子を置いて熊達に特攻しかけるなど、親として失格と称されることもある。
巨熊達の奇襲時に、モンスーンにより重傷を負い一時は入院するが、外傷なしと判断され佐助達よりも早くに退院した。
悩みのあまり寿沢に飛び降りたオリオンの救助を買ってでた際に高所恐怖症だと判明する。このときのオリオンとの会話でオリオンの能力を認めることになり、彼の力となることを決意した。被害がこれ以上でないというシリウスの共生の考えに理解はしつつも、討伐の考えを曲げることはなく、討伐隊に参加している。

リディア / ジャーマン・シェパード
元ロシア軍用犬でジェロムの妻。クロスと並ぶ奥羽軍の女戦士。熊に殺された息子レノフを見捨てられず助けようとしたが、却ってその母性本能が仇となり熊の攻撃で致命傷を負い死亡する。
ジェロムとリディアの子供達 / ジャーマン・シェパード
順不同でマル・サニー・トーノフ・アキラ・レノフ・テツオの6兄弟。4男2女とあるがレノフ・マル・サニー・トーノフを除いては性別が不明である。前々作ではオリオン達の後に生まれたが、今作では半年上であるという設定になってしまっている。アキラ・レノフ・テツオは序盤で手下熊に殺されてしまう。
マルとサニーは母リディアの死骸を見捨てられず頂上に残るが、後にクロスに率いられ無事に生存した。トーノフは赤目達と共に最初に脱出したものの、麗華達と同じで雲斎と出会ってからは不明。
なお、ヒロの子達と同様に実戦は未経験であり、戦うことに恐怖し躊躇していた描写がある。母であるリディアを殺した熊を血筋問わず憎んでいたようであり、チビが二子峠に住み始めた当初は拒絶した反応は見せなかったが、シリウスが帰還した後には、熊と共生しようとするシリウスを無視したことに加えて、チビに意味なく襲いかかった。シリウスの妨害や哲心・ロケットの忠告もあり撤退。
モンスーン討伐隊に参加。

ヒロ / グレート・ピレニーズ
「玉取りのヒロ」を自称する巨犬。かなりの怪力であり手下熊の頭を食い千切ることができたほどである。自ら囮となった銀を助けようとモンスーンに特攻するが、逆にねじ伏せられてしまった。瀕死だったが、最期は力を振り絞り、モンスーンの一撃から銀を庇い共に寿沢へと転落した。銀と救出された後、彼は大輔の家付近に埋葬された。ヒロの死は銀がモンスーンを許さない要因ともなっている。
麗華(れいか) / 秋田犬の雑種
ヒロの妻。赤目達と共に脱出し、信濃国(長野県)にいる雲斎に楽園の危機を報せに行く。それ以降は登場しておらず、夫であるヒロの死は続編『銀牙伝説ノア』で登場するまで知らないままだった。
ヒロと麗華の子供達 / グレート・ピレニーズと秋田犬の雑種
4兄弟。実戦は未経験であるがそれ故に危険を考えない行動をしかけたりする。オリオン達より早く生まれているが、母を亡くしたばかりのトーノフの目の前で母親に甘えているなど精神的に未熟な面がある。雲斎が登場してからの出番は一切ない。『銀牙伝説ノア』で生き残った「キン」「タマ」が登場する。
佐助（さすけ）/ 柴犬
かつてはGBと共に日本アルプスの野犬・ネロに使い走りにされていた元・飼い犬。小型犬で非力なため、カエルや小さな蛇しか狩れない。お調子者であり、序盤では度々ボンと喧嘩をしていた。
二子峠での戦いで奮戦するも瀕死の重傷を負う。しかし生きており、以蔵達と同じく人間のもとで治療を受けた後に一足早く退院し二子峠にいる仲間達と合流した。
シリウスとオリオンの喧嘩を仲裁したり、孤立しているシリウスを案じる描写もあるが、彼自身はシリウスの理想には否定的。
以蔵（いぞう）/ ハスキー犬とマラミュートの雑種
陸奥四天王・如月の仔。勇猛さと柔軟な思考を併せ持つとされるが、哲心と同じく鎌を巡って暴走した一匹。一時は腸が出るほどの重傷を負った。病院に収監する人間たちから「顔は怖いが、見た目と違って素直」と評される。人間のもとで治療を受け、退院後は仲間に合流した。

以蔵の弟達
過去の作品で死亡した者を除き、今作では周作、美羽、伝七、三郎の4匹がいたが、伝七と三郎は序盤に殺され、今残っているのは周作と美羽の2匹だけである。
伝七は今作では最初からモンスーンの手下の熊によって死亡しており、後には貯蔵庫に入れられるも手下熊達によって引きずり出され、捕食されてしまった。
三郎は銀を救出するために集団で突撃した際に、モンスーンにより死亡。
真田 入道雲斎（さなだ　にゅうどううんさい）
真田忍犬衆を統べる老犬。大将不在の奥羽軍を助け指揮を執る。モンスーンとの戦いでシリウスが途中で鎌を持ち去ったことで注意がそれてしまい、モンスーンの一撃を直に受けてしまう。一時は生存が危ぶまれたが、現在では回復し退院した後に楽園で合流した。オリオンから後を任せるように言われていたが、討伐に赴くようである。奥羽軍に対して度々説法を説くが、理解されていない。
カワセミ
雲斎の手下で、真田十牙忍衆の一匹。泳ぎの技術においては他の誰よりも優れている。また、濁流でも目を開けてみることができる。作中では濁流に流された剣の探索にて活躍した。また、雲斎の指揮のもと、偵察員として選ばれている。
天馬（てんま）
雲斎の手下で、真田十牙忍衆の生き残り。
瀬津魔(せつま)・ツバクロ
それぞれ雲斎の手下で、真田十牙忍の一匹。楽園陥落後の偵察では真田班にいた。
小六 (ころく)
　真田十牙忍衆に仕える犬。白神山地での決戦においても登場している。
白銀 狂四郎（しろがね きょうしろう) / 紀州犬
かつて不良犬グループの大将だった。ウィードの盟友だが、口と態度が悪い。シリウスのことを賢いなどと高評価する一方でオリオンを生意気扱いし度々喧嘩をしている。過去にハイブリッドが犬を食べていたときは憤慨し戦おうとしていたが、今作では伝七を捕食していた熊達に恐怖を覚え震えている。仲間を「疫病神」や「ゴクツブシ」と称したり、全く正当に評価しないなど奥羽軍としては難がある行動が目立つ。
メル / ゴールデンレトリバー
ウィードの盟友。狂四郎よりはオリオンに対して理解があるようであり、オリオンを疫病神呼ばわりした狂四郎を諭す。
アンディ・バルコム / ジャーマン・シェパード
秀俊の飼い犬だったジョンの血脈と容姿を受け継ぐ。自我や主張が強い奥羽軍の中では常識人、ただし血の気は多い。
ジョンと瓜二つと書かれているが、初めてモンスーンと戦った時点では、ジョンに憎悪の念を持つモンスーンからの反応はなかった。
秀俊からは既に離れているが、未だに彼を主人だと思っているようである。赤目にオリオンを頼まれるが、忘れたのかシリウスの骨を拾いに行くとしてボンと山彦と白神山地に赴いた。しかし何の活躍もなく玄内たちと楽園に戻った。
白神山地での決戦で一番槍としてモンスーンに突撃したが、シリウスに妨害され攻撃はできなかった。
ボン / ホワイト・シェパード
黒脛巾政宗の重臣マテウスの息子。前作から成長し、オリオンの短所を指摘することもある。
二子峠での戦いでは赤目の次に鎌を用いてモンスーンに攻撃し、雲斎を狙うモンスーンの攻撃を外させた活躍を見せていたが、アンディ達と白神山地に赴いてからは活躍をしていない。
山彦（やまびこ） / 甲斐犬
黒脛巾政宗の弟。小十郎が足場を造った四国に部下と共に住んでいた。楽園陥落の報せを受けオリオン達に加勢する。
前作とは異なり訛りがなくなり凛々しい目つきになった。忍牙刀の数少ない拾得者だが、今作では忍牙刀を使用していない。
勇んでモンスーンに突撃しても返り討ちに遭い気絶するなど、活躍の機会は少ない。
赤カマキリ（赤カマ） /アイリッシュ・ウルフハウンドの雑種
カマキリ軍のボスでカマキリ三兄弟の長男。単に「カマキリ」と呼ばれるときは彼を指す。現在は軍を解散し弟の黒カマと共に楽園に滞在している模様。兄弟の中でも一際血の気が強く乱暴だが兄弟愛は強い。
粗暴だった自分を見捨てず庇い、良心を目覚めさせてくれたシリウスに恩義を感じ、黒カマと共に白神山地へ赴く。ただしモンスーンとの対話を協力するためではなく、ただ危険から助けたいという一方的な思いだけであり、何度もモンスーンを触発するためにシリウスからは鬱陶しく思われていることもある。
後に玄内たちと素直に楽園に戻りオリオンと修行をしていたが、シリウスが帰還した後はまたしてもシリウス側につく。
端から見れば異常とも思えるくらいにシリウスを盲従しており、シリウスに突き放されたと思うと弟や他者の目の前でも泣き乱れ、あまりの態度にシリウスも一度は力を貸してほしいと赤カマに話し同行が叶ったが、体力が尽きシリウスに置き去りにされ、結局は後から来た奥羽軍に追いつかれあっけなく彼らと同行した。
一時は負傷したシリウスを率先して背に乗せ運ぼうとはするが、いざモンスーンと対峙したときには何もせず狼狽えるだけであった。
黒カマ / アイリッシュ・ウルフハウンドの雑種
同じく三男。比較的穏やかな性格で、孤立しがちなシリウスの言動にもある程度の理解と同情を示す。ただし赤カマと同じでシリウスから鬱陶しく思われることもある。
囮となった銀を助けるため追う寸前のヒロに子供達への遺言を託されるが忘れてしまっている。
二子峠での戦いでは、暴走した哲心を追いかける役目を担ったかに思わせたが、結局行かなかったようである。
兄の赤カマ同様にシリウス側であり赤カマと同様に何度もシリウスのもとに駆け付けていく場面もみられたが、赤カマよりはシリウスに心酔しておらず、平然とモンスーン討伐隊に参加している。

順之介 (じゅんのすけ) / ラブラドール・レトリバーの雑種
元カマキリ軍の構成員。現在は奥羽軍に加わったようである。伝令役として楽園崩壊の報せを四国にいる山彦に伝えた。剣を濁流から救出する際に加勢している。

重樹 (しげき) / 雑種
元カマキリ軍の構成員。現在は奥羽軍に加わったようである。雲斎に楽園崩壊の報せを伝えるためにシリウスに同行していた一匹。
剣を濁流から救出する際にも登場している。
ロケット / ボルゾイ
元は法玄軍で、ウィードたちとの出会いを通じて奥羽軍に寝返る。大変な俊足の持ち主で、目が小さいので表情が出にくい。奥羽軍のなかでは真面目な性格らしい。シリウス達や赤カマ兄弟を追うために勝手に出て行ったアンディ達を銀の命令により追いかけるが、赤カマの反論を受け失敗、同行することになる。
この後の目的がシリウスを連れ戻すことに変わるが、それも叶わなかった。その後はシリウスやシオンから託されたチビを、リゲルと共に二子峠へと連れていくために戻る。
フック / ラブラドールの雑種
かつて山賊犬ブルーの手下だった短毛犬。脱走して保健所で捕獲され、その後は飼い犬となる。出番が少ないが度々発言はしている。

### モンスーン軍
白神山地を拠点としていた巨熊軍団。大将はモンスーン。全頭に色を問わず生えているタテガミが特徴。モンスーン以外の手下熊は大きさが同じであり判別は不可能。平和ボケをしていたとはいえ熟練の戦士達が多い奥羽軍を完膚なきまでに打ちのめし、壊滅寸前にまで追い込んだ。犬を食えばモンスーンと同じ巨体になれると信じている複数の牡がいる。二子峠の犬(正確にいえば奥羽軍)には皆殺しを命ずる一方で、飼い犬には手を出すなとも命令している。序盤は手下熊もかなり大きかったが、後になるにつれて小さくなっていった。
手下の熊達は二子峠で駆逐されてしまい、モンスーンの逃走先である白神山地では一切登場していないことから、作中の現状では赤カブトの子孫はモンスーンとチビのみである模様。
モンスーン
第一作の敵・赤カブトの子で熊の大将。赤カブトを超える力と純真さを持つと書かれている。幼少の頃に犬達による両親と兄弟への惨殺に加え、居住地だった二子峠を追われたことから犬(特に二子峠の犬)に対して恐怖心と憎悪を持ち、二子峠の奪還と犬達の殲滅を目指している。
縁者や手下を引き連れ楽園を襲い、犬たちから奪還。知能が高く、ヘリコプター、鉄砲など人間の武器に精通し、復讐リストや飼い犬などの概念を理解している。特に人間に対して用心深く、気配を感じると咄嗟に姿を消す。奥羽軍は一方的にやられ苦戦する。赤カブトと同等の大きさに加えて利き腕が異常に発達していて、金毛が生えている。
赤目の鎌による攻撃で左眼と利き手の指一本を失った。人間達の介入後は白神山地へと逃走する。
シリウスとシオンを信頼するようになり、力や感情の加減もするようにはなったが、警戒心は消えておらず、2匹が無断でモンスーンのもとを去ったときは再び怒り前よりも犬への憎悪を滾らせた。そのために一度は二子峠に来襲しシリウス達の前に姿を現すが、木々に八つ当たりする以外は特に何の損害も与えず白神山地へと戻った。その後は縄張りである白神山地に戻ったがシリウスと再会する。直後に襲来してきた奥羽軍を察知し、シリウスが奥羽軍を連れてきたのかと疑念を持ち、一度は殺そうとするができなかった。
「草剣」を習得したオリオンと対峙するも全く彼には歯が立たず、敵わないと見るや座り込み涙することもあった。このとき、全身に切り傷を負い出血しても吠えることで止血する能力を得ている。
オリオンや奥羽軍の攻撃に抵抗はするものの敵わず、シリウスを連れて逃走するも、日本海に阻まれてしまう。最後は隙を狙われ喉元を鎌で切られたが、生死不明。
ボブ
モンスーンの手下。生後3ヵ月のころに人間によって兄弟共々白神山地に捨てられて間もなく成長途中のモンスーンに育てられた。モンスーンによる兄弟惨殺と自身への虐待からモンスーンを憎悪しているも、恐怖心により逆らえなかった。熊語を解し奥羽軍との通訳を務めた。モンスーンが二子峠から去ってからは楽園で過ごすようになる。他の手下熊とは仲が悪かった。モンスーンが楽園から去った後は比較的に楽園で穏やかに暮らしている様子である。奥羽軍と共にモンスーン打倒の決意を示している。白神山地での決戦においても姿を現しているが、モンスーンからの反応はない。 雌犬や子犬に投げ飛ばされるなど、戦闘力は皆無。感情の高ぶりや恐怖心が頂点に達すると発作を起こし一時的に気を失う。
ブナ
モンスーンの手下。熊たちのなかでは口数が多い。しばしばボブと口喧嘩をする。飼い犬隊との戦いで闘死したか、銃によって死亡している。
シラカバ
モンスーンの手下。貯蔵庫から脱出した犬達をボブと共に追跡するも、赤目が持ってきた鎌の餌食となり死亡した。

### 人間
藤原 大輔（ふじわら だいすけ）
前々作の『銀牙 -流れ星 銀-』から登場している、銀の元・飼い主。竹田のじっ様こと竹田五兵衛と一緒に銀を育てた。大人になっているが、銀を気にかけ続けており、負傷した奥羽軍を世話するなど、全力でサポートしている。
関口 秀俊（せきぐち ひでとし）
ジョンとアンディの元飼い主。医師だが獣医もでき、奥羽軍の犬をたびたび治療している。過去に父を赤カブトによって殺されている。
立野（たつの）
猟友会。大輔や秀俊とともに、重体の赤目と以蔵を車で病院に運ぶ。
鈴国（すずくに）
里の住人。村人総出で、死んだ奥羽軍の戦士と熊の死体を埋葬。奥羽軍にドッグフードを提供する大輔に「過度の人間による介入」の是非を問うが、一蹴された。
宮本・松田
それぞれ白神山地の監視員。飼い犬のポーリィたちを連れてモンスーンの暴れた跡を調査しに来ていた。
辻
大輔や秀俊と共に、負傷した犬達を治療する獣医。

### その他
銀牙伝説WEEDオリオンまで登場していたロンや哲心の抜刀牙隊、狂四郎の子分たちはいなくなっている。
モール
高速道路をサービスエリアで降りた赤目と出会ったダックスフント。子やいとこを連れ、モンスーンの貯蔵庫に収容されていた奥羽軍の戦士を救出する。その後の行方は不明。帰る描写もなく言及もされなかったが、おそらく帰ったとされる。
飼い犬隊
奥羽軍の危機に天下や雲斎からの招集で各地から集まった飼い犬達。モンスーンとの戦争で死んだ者は里の人間により埋葬され、生き残った者は戦争が小康状態になると飼い主の元に戻った。
特種犬兄弟
白神山地の森林監視員が連れてきた嗅覚に優れた三兄弟。毛色が白のポーリィ・茶色のベル・黒色のラブ。モンスーンの存在に気づき人間に先行し突撃するも、人間に自身の存在を悟られまいとモンスーンの返り討ちに遭う。 ラブとポーリィは惨殺されたが、ベルはシリウスに庇われ尻尾を千切られるだけで済み生還する。人間にモンスーンを倒してもらおうと考えた玄内達が、ベルに対してモンスーンの存在を人間に認識させるように役目を任せるが、その後は登場していない。
チビ
モンスーンに母親を殺されたツキノワグマの子供。母熊がよく呼んでいたことからシオンが「チビ」と命名。「シリウスともだち」など片言の犬語をシオンに教わる。共に居ては危険だということから奥羽軍に育ててほしいとシリウスがリゲルとロケットに託し、二子峠に連れていかれた。その後、順調に成長するが、シリウスの大声に驚くなど臆病なままである。 楽園に連れていく当時はただのツキノワグマと思われていたが、シリウスが楽園に帰還した後には後頭部から背中にかけ赤毛が生えかけてきており、赤カブトの血筋であることが判明した。モンスーン討伐前に眠くなり、シリウスとシオンの助けで冬眠に入る。シリウスやシオンを育ての親と認識している様子だが、母を殺したモンスーンを憎んだままであり、シリウスの理想には否定的である。モンスーンへの殺意を話していたが、シリウスには理解されず汚い言葉を口にするなと叱責されている。
天下（てんか）
天下軍の頭領。未だに雲斎のところで家臣共々世話になっている。雲斎の日々の働きに少しは心が動かされたようで、自ら飼い犬達を呼び掛けて招集した。戦う気はあったのか国見峠にて待機している姿はあるが、それ以降は登場していない。
昭治（しょうじ）、時雨（しぐれ）、武流（ぶる）、土怒（どど）
中虎（黒虎の次兄）の子である4兄弟。黒虎の甥にあたり影虎兄弟の従兄弟。時雨以外は前作品で死亡しており、手下熊たちの追跡から逃れた剣・ロケット・狂四郎が寿沢の崖下にて白骨化した3匹の遺骸を発見した。時雨は今作では出番がない。

### 回想など
GB / イングリッシュ・セッター
既に亡くなっているお人好しの洋犬。作業犬のため戦闘は苦手。負傷した佐助の幻覚に現れ、弱気になった佐助を叱咤激励した。奥羽軍総大将のウィードという名前はGBが名付けた。
ジョン / ジャーマン・シェパード
モンスーンの回想に登場。子熊だったモンスーンに襲いかかる悪夢として描かれる。止めに入った幼犬の銀が、シリウスに似てるため、犬への襲撃に歯止めとなって機能する場面が随所にある。ただしこの回想はよく変更されており、序盤では大勢の犬達に襲われる描写からジョンと銀だけの描写になったり、ジョンの牙から銀がモンスーンを庇った描写から他の子熊の惨殺を見るだけになっている。
ミニー / サルーキーとグレートデンの雑種
剣と譲二の妹。ベンに似ている。幼少期に洪水に流され死亡している。
今作では濁流に流された剣のフラッシュバックで現れ、彼に激励している。
ボブの兄弟
生後３ヶ月で白神山地に捨てられ、モンスーンに拾われたボブの兄弟。ボブ以外は全員死亡している。
ボブと同様に可愛がられた訳ではなく、両目を抉られた者もいれば、脱走回数を重ねて前脚を両方千切られた後に食われた者もいる。
ベン / グレートデン
剣・譲二・ミニーの父でクロスの夫。奥羽軍創設時のメンバーで幹部だった。抹殺リストにも載っている。『銀牙伝説WEED』で老衰により死亡。
今作では濁流に流された剣のフラッシュバックで現れ、彼に激励している。

## 書誌情報
- 高橋よしひろ 『銀牙〜THE LAST WARS〜』 日本文芸社〈ニチブンコミックス〉、全22巻
  1. 2015年9月9日発行、ISBN 978-4-537-13333-2
  2. 2015年11月9日発行、ISBN 978-4-537-13359-2
  3. 2016年1月9日発行、ISBN 978-4-537-13391-2
  4. 2016年3月9日発行、ISBN 978-4-537-13414-8
  5. 2016年5月9日発行、ISBN 978-4-537-13439-1
  6. 2016年7月9日発行、ISBN 978-4-537-13461-2
  7. 2016年9月9日発行、ISBN 978-4-537-13481-0
  8. 2016年11月9日発行、ISBN 978-4-537-13506-0
  9. 2017年2月9日発行、ISBN 978-4-537-13544-2
  10. 2017年4月8日発行、ISBN 978-4-537-13568-8
  11. 2017年6月8日発行、ISBN 978-4-537-13590-9
  12. 2017年8月9日発行、ISBN 978-4-537-13611-1
  13. 2017年10月7日発行、ISBN 978-4-537-13635-7
  14. 2017年12月9日発行、ISBN 978-4-537-13663-0
  15. 2018年2月9日発行、ISBN 978-4-537-13691-3
  16. 2018年4月9日発行、ISBN 978-4-537-13725-5
  17. 2018年6月9日発行、ISBN 978-4-537-13755-2
  18. 2018年8月9日発行、ISBN 978-4-537-13789-7
  19. 2018年10月9日発行、ISBN 978-4-537-13819-1
  20. 2018年12月7日発行、ISBN 978-4-537-13853-5
  21. 2019年2月9日発行、ISBN 978-4-537-13877-1
  22. 2019年3月29日発行、ISBN 978-4-537-13898-6